# Margherita Bergamini
Pour les articles homonymes, voir Bergamini.
Margherita Bergamini Simoni est une universitaire italienne spécialiste entre autres de l'archéologie, de la numismatique et des Étrusques.

## Biographie
Margherita Bergamini a obtenu la laurea en archéologie classique auprès de l'université de Bologne, où elle a aussi obtenu le diplôme de spécialisation. Auprès de cette université, elle a commencé une activité de recherche dans le cadre archéologique en collaborant avec la branche recherche sur la Cisalpine romaine (directeur Prof. G.A. Mansuelli).
En 1976, elle rejoint l'université de Pérouse où elle se consacre à l'étude archéologique de divers centres de l'Ombrie comme Bevagna, Foligno, Gubbio et Todi.
Depuis 1980, Margherita Bergamini, chercheuse confirmée collabore avec la région de l'Ombrie à la réorganisation des pièces archéologiques des musées de l'Ombrie.
Depuis 1990, elle enseigne la numismatique antique et a réorganisé et catalogué les collections numismatiques des musées de Todi et d'Orvieto. De 1998 à 2000, elle a enseigné l'archéologie, l'histoire de l'art grec et romain et, depuis 2001, elle enseigne la méthodologie de la recherche archéologique.
Margherita Bergamini est l'auteur de nombreuses publications concernant les secteurs de l'archéologie romaine et de la numismatique antique. Elle est membre de l'Association internationale des Rei Cretariae Romanae Fautores dont le siège est à Oxford.
Depuis 1995, elle a la responsabilité des fouilles archéologiques de Scoppieto (Baschi), reconnues par la Faculté comme laboratoire didactique pour les étudiants se destinant à l'archéologie, sur lesquelles elle dirige un groupe de recherche et auxquelles elle a dédié diverses publications. À Baschi, elle a mis en place l'« Antiquarium Communal », où sont exposées les diverses pièces trouvées lors des fouilles.

## Publications
- Gli Etruschi maestri di idraulica: atti del Convegno : Perugia, 23-24 febbraio 1991, ed. Electa Editori Umbri, 1991.
- L'urna tudertina del « maestro di Enomao », ed. Tau, 2008. (ISBN 8862440316 et 9788862440318)
- Todi, antica città degli umbri, ed. Tau, 2001.  (ISBN 8887472203 et 9788887472202)
- Museo Claudio Faina di Orvieto. Monete romane imperiali da Augusto a Commodo, (Catalogue régional des beni culturali Umbrià), F. Roncalli, ed Mondadori Electa, 1998. (ISBN 8843570307 et 9788843570300)
- Museo Claudio Faina di Orvieto. Monete romane imperiali da Pertinace a Valentiniano III, (Catalogue régional beni culturali Umbria), F. Roncalli, ed Mondadori Electa, 1996.  (ISBN 8843570420 et 9788843570423)
- Museo Claudio Faina di Orvieto. Monete etrusche, greche, romane republicane, (Catalogue régional beni culturali Umbria), F. Roncalli, ed Mondadori Electa, 1995. (ISBN 8843570161 et 9788843570164)
- Museo comunale di Todi. Monete, (Catalogue régional beni culturali Umbria) avec Fiorenzo Catalli, F. Roncalli, ed Mondadori Electa, 1991. (ISBN 8843535153 et 9788843535156)
- Centuriatio di Bologna. Materiali dello scavo di tre centuriae, ed. Bretschneider Giorgio, 1980.  (ISBN 8885007406 et 9788885007406)
- La ceramica romana, Quaderni degli Studi Romagnoli, Faenza, 1973.
- Un gruppo di monete conservate nel Museo "Verità" di Modigliana (Forlì), in RIN XXII, 1974, p. 168-198.
- Testimonianze romane a Chiavenna, Sondrio, 1977.
- Terre sigillate con bolli dal territorio di Budrio(BO), in Studi in onore di Filippo Magi, Pérouse, 1979, p. 7-36.
- Rinvenimenti di terra sigillata della Gallia dell’Est a Chiavenna (Sondrio), in RCRF Acta XIX-XX, 1979, p. 53-63.
- Centuriatio di Bologna. Materiali dallo scavo di tre centuriae, Archaeologica 15, Rome, 1980.
- Ceramica a vernice nera, in AA.VV., Verso un Museo della città. Catalogue de l'exposition, Todi, 1982, p. 107-124.
- Corredi dalla necropoli tudertina conservati in altri musei, in AA.VV., Verso un Museo della città. Catalogue de l'exposition Todi, 1982, p.  139-149.
- La moneta d’argento di Roma repubblicana: esemplari della collezione del Museo di Todi, in Mostra Internazionale di Numismatica, Todi, 24-29 luglio 1984, Todi 1984, p. 23-38.
- Gubbio: nuovi scavi a  via degli Ortacci. La ceramica aretina, in  AnnFacLettPer XX, n.s.VI, a.a.1982-83 (1985), p. 103-160.
- La documentazione archeologica nel territorio della Massa di Civitella, in Civitella di Massa: castelli, ville, chiese, Civitella del Lago, 1985, p. 7-25.
- Necropoli di età romana a Bevagna. Prima campagna di scavo 1977, in AnnFacLettPer XXI, n.s.VII, 1983-84 (1986), p. 52-114.
- Una produzione umbra di lucerne al tornio, in AnnFacLettPer XXII, n.s.VIII, 1984-85 (1987), p. 65-76.
- Foligno. La necropoli romana di S.Maria in Campis, Pérouse, 1988.
- Rito, Tipologia e organizzazione delle tombe. Cronologia, Le classi di materiali, in  Foligno. La necropoli romana di S.Maria in Campis, Pérouse, 1988, p.  21-39.
- La sigillata africana e orientale di Sepino, in AnnFacLettPer XXIII, n.s.IX, 1985-86 (1988), p. 89-109.
- Miscellanea archeologica tuderte I, Todi 1989, p. 9-18.
- Alcune considerazioni in merito alle terme romane della città, in Miscellanea archeologica tuderte I, Todi 1989, p. 9-18.
- L’urna tudertina del Maestro di Enomao, in Gens Antiquissima Italiae. Antichità dall’Umbria à New York. Catalogue de l'exposition, New York 9 septembre-2 novembre 1991, Pérouse, 1991, p. 369-374.
- La Formazione del Medagliere, Aes Rude, Monete romane repubblicane, Monete romane imperiali, Monete Ostrogote, Apparati, in Museo Comunale di Todi. Monete, Pérouse, 1991, rispectivement p.  17-32, p. 73-74, 75-142, 143-288, 289-290, 365-503.
- Gli Etruschi maestri di idraulica, Atti del Convegno, Pérouse, 23-24 février 1991, Pérouse, 1991,p. 143-162.
- Todi: il cunicolo "Fontana della Rua" nel sistema idraulico antico, in Gli Etruschi maestri di idraulica Atti del Convegno, Pérouse, 23-24 février 1991, Pérouse 1991, p. 143-162.
- L’urna tudertina del Maestro di Enomao in quattro manoscritti del XVIII secolo, in BollMonMusei e Gallerie Pontificie XI, 1991, p. 133-162.
- Una nuova cisterna sulla Rocca di Todi, in JAT II, 1992 (1994), p. 155-166.
- Un insediamento produttivo sul Tevere in territorio tudertino, in JAT III, 1993 (1995), p. 179-194.
- Museo Claudio Faina di Orvieto. Monete etrusche e italiche, greche, romane repubblicane. Catalogo regionale per i beni culturali dell’Umbria, Pérouse, 1995.
- Museo Claudio Faina di Orvieto. Monete romane imperiali da Augusto a Commodo. Catalogo regionale per i beni culturali dell’Umbria, Pérouse, 1995.
- La civica raccolta archeologica di Todi: formazione e vicende, in Scritti  di archeologia e storia dell’arte in onore di Carlo Pietrangeli, Rome, 1996, p. 189-200.
- Rinvenimenti monetali inediti nel territorio di Todi, in Assisi e l’Umbria nell’antichità (G. Bonamente et F. Coarelli), actes du colloque, Assise 18-21 décembre 1991, Assise 1997,p.  45-104.
- La collezione numismatica di don Feliciano Marini nella biblioteca L.Jacobilli di Foligno, in Boll.Stor.Foligno XIX, 1995 (1997), p.  497-505.
- Voce "Todi" in EAA secondo suppl. 1971-1994, vol. V, Rome, 1997, p. 785-788.
- Museo Claudio Faina di Orvieto. Monete romane imperiali da Commodo a Valentiniano III. Catalogue régional des biens culturels de l'Ombrie, Pérouse, 1997.
- Un tesoretto di monete di età romana repubblicana da Armenzano di Assisi, in RIN XCX 1999,p. 67-78.
- L’occupazione del territorio del comune di Baschi, in Beni archeologici nel Parco del Tevere, Città di Castello 2000,p. 45-60.
- Formazione e vicende della collezione numismatica di Emilio Bonci Casuccini, in RIN CII, 2001, p.  193-218.
- Recenti scoperte a Scoppieto, in Gli Umbri del Tevere, actes du colloque, Orvieto 8-9 décembre 2000, in Annali della Fondazione per il Museo Claudio Faina di Orvieto, VIII, 2001,p.  163-178.
- Todi antica città degli Umbri, Assise, 2001.
- La collezione numismatica di Emilio Bonci Casuccini (textes de M. Bergamini- P.Bittarelli- S.Della Giovampaola), Giorgio Bretschneider éditeur, Rome, 2001.
- Storia della collezione, in La collezione numismatica di Emilio Bonci Casuccini, Giorgio Bretschneider éditeur, Rome, 2001, p.  15-36.
- Il tesoretto di Montalcino Val D’Orcia, in La collezione numismatica di Emilio Bonci Casuccini, Giorgio Bretschneider éditeur, Rome, 2001, p. 59-76.
- Scoppieto (Terni)- Monete dallo scavo di un complesso produttivo di età romana (années 1995-1998), in Boll.Num. 34-35, 2000, (2002), p.  318-326.
- Avec Valérie Thirion Merle, Una produzione firmata da Marcus Perennius Crescens a Scoppieto, in RCRF Acta 38, 2003, p.  133-144 (Actes du XXIIIe International Congress des Rei Cretariae Romanae Fautores, Rome, American Academy, 29 septembre - 6 octobre 2002).
- Le monete d’argento di Roma repubblicana della collezione F. Marini nella biblioteca "L. Jacobilli" de Foligno, in "Ludovico Jacobilli, erudito umbro del ‘600" (par M. Duranti), Actes des journées d'étude dédiées à Ludovico Jacobilli, Foligno 17 avril et 18 mai 1999, Foligno 2004, p.  83-114.
- La zecca di Todi, in La moneta fusa nel mondo antico, Actes du colloque international, Arezzo, 17-18 septembre 2002, Milan 2004, p.  297-379.
- Scoppieto (Terni)- Scavo di un complesso produttivo di età romana (anni 1995-1998), in Not.Scavi n.s. XIII-XIV, 2002-2003 (2005), p.  5-88.
- I commerci in età romana sul tratto umbro del Tevere. Risultati dallo scavo archeologico di Scoppieto- Baschi- TR, in Tevere. Rivista trimestrale dell’Autorità di Bacino, année X- n. 28, 2005, p.  24-27.
- Museo Comunale di Bevagna. Monete. Catalogue régional pour les biens culturels de l'Ombrie, Pérouse, 2005.
- Matrici per terra sigillata da Scoppieto. Studio preliminare dei motivi iconografici, Actes du XXIVe International Congress des Rei Cretariae Romanae Fautores, Namur-Leuven-Louvain La Neuve, 26 septembre - 2 octobre 2004, in RCRF Acta 39, 2005, p.  71- 80. (Suite par M. Borasso - J. Kenny, Matrici per terra sigillata da Scoppieto.Risultati delle analisi archeometriche, p.  81-89).
- La manifattura romana di Scoppieto. Elementi fittili funzionali, in Atti del Convegno Internazionale Territorio e produzioni ceramiche: paesaggi, economia e società in età romana, Pise 20-22 octobre 2005 (par S. Menchelli et M. Pasquinucci), Pise 2006,p.  285-301.
- Scoppieto I. Il territorio e i materiali (lucerne, opus doliare, metalli), Firenze (All’Insegna del Giglio) 2007 (avec Paolo Boila, Paola Comodi, Giovanni De Santis, Maria Luisa Forlani, Marcello Gaggiotti, Massimiliano Gasperini, Sabrina Nazzareni, Natalia Nicoletta, Diego Perugini, Elena Salvo).
- Il territorio in età antica: fonti documentarie e archeologiche, in  Scoppieto I. Il territorio e i materiali (lucerne, opus doliare, metalli), Florence, 2007, p.  41.
- Stato della ricerca e degli studi, ibidem, p.  57-70.
- Il rapporto col Tevere, ibidem, p.  79 -96.
- Avec L. Manca, La produzione di terra sigillata nella Media Valle del Tevere. Indizi per la localizzazione dell’officina di L. Nonius, Actes du XXVe International Congress des Rei Cretariae Romanae Fautores, Durres, 26 septembre - 2 octobre 2006, in RCRF Acta 40, 2008, p.  347-358.
- Avec N. Nicoletta, Nuovi bolli su Terra sigillata da Scoppieto, Actes du XXVe International Congress des Rei Cretariae Romanae Fautores, Durres, 26 septembre - 2 octobre 2006, in RCRF Acta 40, 2008, p.  349-362.
- L’urna tudertina del Maestro di Enomao, Todi, 30 août – 28 septembre 2008, Todi 2008.
- Antiquarium Comunale di Baschi. Catalogue régional des biens culturels de l'Ombrie, Pérouse 2008  (avec Marcello Gaggiotti, Massimiliano Gasperini, Natalia Nicoletta, Elena Salvo, Sara Speranza, Gabriele Terenzi).
- La formazione della raccolta, in Antiquarium Comunale di Baschi, p.  15-28.
- Monete, in Antiquarium Comunale di Baschi, fiches 1-80, p.  31-54.
- avec N. Nicoletta, Terra sigillata italica liscia, in Antiquarium Comunale di Baschi, p.  67-88, introduction (p.  67-70) et fiches n. 108- 109, 118, 120-121, 125, 136, 141, 145, 147-148.
- Terra sigillata italica decorata, in Antiquarium Comunale di Baschi, p.  121- 128.
- Una produzione di Marcus Perennius Crescens e di derivazione perenniana, in Antiquarium Comunale di Baschi, p.  129-140, fiches n. 235-256.
- Matrici per terra sigillata, in Antiquarium Comunale di Baschi, p.  141-146, fiches n. 257- 268.
- Matrici a placca e motivi decorativi ad applique, in Antiquarium Comunale di Baschi, p.  147-166, fiches n. 269- 312.
- Punzoni. Modelle e stampi, in Antiquarium Comunale di Baschi, p.  167-176, fiches n. 313-330.
- Manufatti e strumenti funzionali alla lavorazione dell’argilla e alla cottura, in Antiquarium Comunale di Baschi, p.  317-342, fiches n. 583- 635, 640-643.
- Scoppieto e i commerci sul Tevere, in  Mercator Placidissimus. The Tiber Valley in Antiquity, actes du colloque, Rome, British School at Rome, 27-28 février 2004, Rome 2009, p.  285-321.
- Avec N. Nicoletta, Il Museo Lapidario della Città di Todi, Pérouse, 2009.
- Formazione della raccolta, in Il Museo Lapidario della Città di Todi, Pérouse 2009, p.  11-30.
- Voce Todi in BTCGI (par G.Nenci e G. Vallet).
- Avec P. Comodi, Matrici e punzoni di Marcus Perennius Crescens a Scoppieto, Actes du XXVIe International Congress dei Rei Cretariae Romanae Fautores, Cadiz, 28 septembre - 5 octobre 2008, in RCRF Acta 41, 2010, p.  75-91.
- Avec N. Nicoletta- P. Comodi – M. Merletti- D. Cappelletti, Ceramiche da fuoco di IV – V sec. d.C. da Scoppieto: studio preliminare, LRCW3 (3rd International Conference on Late Roman Coarse Wares, Cooking Wares and Amphorae in the Mediterranean: Archaeology and Archaeometry), Parme/Pise, 26-30 mars 2008.

 (février 2013).
M. BERGAMINI (a cura di), Scoppieto II. I Materiali (Monete; Ceramica a vernice nera; Ceramica a pareti sottili; Ceramica di importazione africana; Anfore; Manufatti e strumenti; Pesi da telaio; Vetro; Osso lavorato; Metalli; Sculture; Materiale  epigrafico (con contributi di Margherita Bergamini, Paola Comodi, Debora Castellani, Illuminata Faga, Marcello Gaggiotti, Michela Merletti, Natalia Nicoletta, Sara Speranza), Firenze (All’Insegna del Giglio)2011.
M. BERGAMINI, Ricerca e studi dal 2007 al 2011, in M. BERGAMINI (a cura di), Scoppieto II. I Materiali (Monete, Ceramica a vernice nera, Ceramica a pareti sottili, Ceramica di importazione africana, Anfore, Manufatti e strumenti, Pesi da telaio, Vetro, Osso lavorato, Metalli, Sculture, Materiale  epigrafico), Firenze 2011, pp. 13-26.
M. BERGAMINI, Monete, in M. BERGAMINI (a cura di), Scoppieto II. I Materiali (Monete, Ceramica a vernice nera, Ceramica a pareti sottili, Ceramica di importazione africana, Anfore, Manufatti e strumenti, Pesi da telaio, Vetro, Osso lavorato, Metalli, Sculture, Materiale  epigrafico, Firenze 2011, pp. 27-62.
M. BERGAMINI, M. GAGGIOTTI, Manufatti e strumenti funzionali alla lavorazione dell’argilla e alla cottura, in M. BERGAMINI (a cura di), Scoppieto II. I Materiali (Monete, Ceramica a vernice nera, Ceramica a pareti sottili, Ceramica di importazione africana, Anfore, Manufatti e strumenti, Pesi da telaio, Vetro, Osso lavorato, Metalli, Sculture, Materiale  epigrafico), Firenze 2011, pp. 343-378.
M. MERLETTI, P. COMODI, D. CAPPELLETTI, N. NICOLETTA, M. BERGAMINI, Studio archeometrico di ceramiche da fuoco provenienti dal sito romano di Scoppieto (Baschi, Italia), in S. Gualtieri, E. Starnini, R. Cabella, C. Capelli, B. Fabbri, La ceramica e il mare. Il contributo dell’archeometria allo studio della circolazione dei prodotti ceramici nel Mediterraneo, Atti della XII giornata di archeometria della ceramica, Genova, 10-11 aprile 2008, Genova 2011, pp. 161-178 (n. DOI 10.4399/978885484284712)